# Даїсі (опера)
«Даї́сі» (груз. დაისი, у перекладі — сутінки) — опера Захарія Паліашвілі в трьох діях за лібрето Валіко Гунії та за його ж п'єсою. У творі використано вірші Шоти Руставелі, Ніколаза Бараташвілі, Акакія Церетелі та Важи Пшавели.

## Історія
Ідею створення твору композитор взяв у грузинського драматурга Валіко Гунії. Писати оперу автор почав у 1921 році.
Перший показ відбувся 19 грудня 1923 року у Тифліському оперному театрі (диригент — Іван Паліашвілі, режисер — Костянтин Марджанішвілі; актори: Малхаз — Вано Сараджашвілі, Маро — Попова, Кіазо — Кржановський, Цангала — Леон Ісецький, Тіто — Туманішвілі).
Там же у 1934 році (диригент — Євген Мікеладзе, режисер — Олександр Цуцунава, художник — Симон Вірсаладзе; актори: Маро — Катерина Сохадхе, Мері Накашидзе, Нано — Надія Цомая, Степанян, Малхаз — Микола Кумсіашвілі, Михайло Кварелашвілі, Кіазо — Петро Аміранашвілі, Давид Гамрекелі, Тіто — Зураб Сванідзе, Цангала — В. Хамашурідзе).
Опера була представлена на декадах грузинського мистецтва у Москві у січні 1937 року та у березні 1958 року (нова постановка).
У Київській опері 1938 року постановку здійснили режисер Володимир Манзій разом з диригентом Володимиром Пірадовим та грузинськими митцями — художником Іраклієм Гамрекелі та балетмейстером Іллею Сухішвілі. Переклав лібрето Микола Бажан.
Також опера ставилася в театрах опери та балету: Одеському в 1941 році, Вірменському у 1943 році, Казахському у 1943, 1961 роках, Новосибірському в 1950 році, Горьківському у 1950 році, Азербайджанському у 1956 році.
У 1960 році видавництвом «Музгіз» видано партитуру і клавір опери. Текст російською та грузинською мовами. Російський переклад Е. Александрової.

## Дійові особи[6]
- Малхаз, 27 років, придворний (тенор);
- Кіазо, 30 років, воєначальник (баритон);
- Маро, 19 років (сопрано);
- Нано, подруга Маро, її ровесниця (мецо-сопрано);
- Тіто, молодий селянин (тенор);
- Цангала, старий селянин (бас).

Крім того: селянська молодь, воїни, богомольці.

## Сюжет
Події опери відбувається у XVIII столітті в Грузії.

### Перша дія
Біля підніжжя високого хребта, у малонаселеному селі, що розкинулося на їхньому схилі, наступають ранні сутінки. Мешканці зібралися на велике храмове свято, а неподалік церкви, у дворі садиби дві подруги — Маро і Нано ведуть тиху розмову. Коханий Маро, юнак Малхаз, давно покинув село і не дає про себе звісток. Дівчина зберігає йому вірність, проте надії про його повернення згасають і вона була змушена, за наполяганням матері, заручитися з некоханим чоловіком — воїном Кіазо. Марно не йде до храму на свято, вона воліє залишатися одна зі своїм глибоким сумом. Несподівана звістка про повернення коханого, а потім і прихід самого Малхаза на мить наповнюють радістю серце дівчини. На мить, бо Маро не забула, що вона вже наречена іншого. Малхаз здивований, він не розуміє причини смутку коханої. Слова гіркого докору зриваються з вуст дівчини. Чому весь цей час Малхаз не подавав звісток про себе? Чи могла Маро протистояти вимогам матері і відмовити Кіазо, який вперто домагався її руки?
Наближається святковий натовп: мати Маро запросила до себе односельців. Починаються народні веселощі — ігри, хороводи, кумедні змагання-загадки, — у ньому беруть участь і старі та молодь. В одному з таких змагань удача зрадила старого Цангала — його висміяв дотепний Малхаз. Старий розсердився не на жарт, і Малхазу насилу вдається запобігти бійці. Нано заводить хороводний танець, в якому зводить в одній парі Малхаза та Маро. Хитрий Цангала здогадується, що Нано зробила це недарма, і загрожує розповісти про все Кіазо. Розсерджена Нано виганяє старого, він іде, затаївши образу. Один танець змінює інший, веселощі не вщухають, поки великий дзвін не скликає народ під склепіння храму. Коли гості розходяться, Малхаз намагається затримати Маро і порозумітися з нею. Але дівчина ухиляється від зустрічі.
Музика
У дії три великі сцени, середня з них — жанрова, масова. Дует Маро і Нано починається в мрійливо-елегічних тонах і на закінчення набуває світлого забарвлення. Пісня Малхаза «Як яскравий промінь зірки прекрасної» витримана в імпровізаційному стилі народних мелодій. Любовний дует Малхаза і Маро сповнений високих почуттів; лірична мелодія прикрашена багатим орнаментом. Її відтіняє суворий, архаїчний хор богомольців, в основі якого лежить старовинна сванетійська пісня «Вой-ді-во». Народним гумором захоплює сцена поширеного в Грузії змагання у виконанні частівок; акомпанемент веселого співу імітує звучання гудаствірі. Мужня гурійська пісня перхулі переходить у масовий хороводний танець. Вихром уривається швидкий танець «лекурі». Завершується масова сцена мелодією похідної гурійської пісні — маршем «Алі-паша» Ліричний фінал дії цілком присвячений образу Малхаза. За сумним романсом «Немає надії в моїй душі» слідує патетична арія «Мені долею горе одне судилося».

### Друга дія
Перервані веселощі продовжуються за огорожею храму. Знову пісні, танці — войовничі чоловічі та плавні жіночі. Вибравши момент, старий Цангала розповідає Кіазо про невірність Маро, про її відданість Малхазу. Кіазо, вражений звісткою, має намір мститися.
Малхаз, нарешті, залишився наодинці з Маро. Вийшовши з храму і милуючись чистим зоряним небом, дівчина сумує за своєю сумною долею, що змусила її стати нареченою некоханої людини. Побаченню закоханих заважає наближенням Кіазо. Малхаз не має наміру віддаляти неминучу зустріч із суперником, але Маро вдається вмовити його цього разу піти.
Несподівано надходить тривожна звістка — вороги віроломно напали на мирну країну. Досвідчений воїн Кіазо має очолити боротьбу із загарбниками. Народ одностайно підхоплює слова Руставелі: «Краще смерть, але смерть зі славою, ніж у ганебному житті». Урочисто звучить патріотична пісня народного війська, що йде в бій.
Музика
Дія відрізняється великою різноманітністю контрастних сцен. В обстановку селянського свята вводить безгучна пісня Цангали «Люблю я вино», підхоплена хором. За войовничим танцем хевсурів слідує темпераментний, сповнений запальної енергії гірський танець «мтіулурі». Завершується ця частина дії жартівливою хоровою піснею «Цангала гогону», що поєднує риси пісні та танцю. Середній розділ дії присвячений психологічній драмі героїв. У гнучких виразних речитативах розкрито сум'яття Кіазо, враженого звісткою про невірність Маро. Наступна слідом звучить перейнята стражданням арія «Дух злий, дух туги». Дует Кіазо та Цангали нагадує міську ліричну пісню. Перлиною оперної лірики Паліашвілі є речитатив і арія Маро «Передчуттів повно, страждає серце»; романтичні мрії дівчини, овіяні поезією ночі, виливаються в елегічній мелодії. Полягає цей розділ дії любовним дуетом Малхаза та Маро. Дія переходить у героїко-епічний план. Хор «Ворог підступний і жорстокий» у дусі народної пісні вносить тривогу, занепокоєння. Завершує дію ораторське звернення Кіазо до якого примикає суворий величний хорал, що супроводжується дзвоном.

### Третя дія
Особисті пристрасті пересилили Кіазо почуття військового обов'язку. Він відстав від війська, щоб порозумітися з Маро. У передсвітанковій імлі, за огорожею храму відбулася їхня зустріч. Ще більшого сум'яття зазнав Кіазо. Дівчина не приймає його закидів: вона заручена з ним, але ніколи не кохала його і не обіцяла йому свого кохання. У пориві гніву Маро кидає нареченому обручку. Поява Малхаза та його мирне вітання не охолоджують запалу воїна. Кіазо розуміє, що в грізну для країни хвилину смертельної небезпеки воїн не має права відволікатися від свого патріотичного обов'язку. Він готовий піти захищати рідну землю, але вимагає повного розриву Маро з Малхазом. Розлючений відмовою, Кіазо хоче вбити невірну наречену, але за неї заступається Малхаз. Починається поєдинок. На мить він переривається приходом воїнів. Вони поспішають у бій і звуть із собою Кіазо. Востаннє звертається до нього і Маро, вона благає забути її і вирушити на поле бою. Обурюваний ревнощами, Кіазо не слухає нічиїх умовлянь. Під його ударом падає смертельно поранений Малхаз. Маро тяжко тужить над трупом коханого, плач жінок зливається з її скаргами.
Вперед виступає один із найстаріших воїнів. Він ганьбить злочинця, який заради пристрасті до дівчини поступився патріотичним обов'язком. Вражений і сам Кіазо — ціною життя він готовий викупити свою провину перед вітчизною. Хоробрі воїни йдуть у бій, щоб відстояти свободу та щастя рідної країни.
Музика
У третій, кульмінаційній дії драми жанрові епізоди відсутні. Діалогічна сцена, що безперервно розвивається, передає переживання учасників драми: зростання рішучості Малхаза, почуття ображеної гордості у Кіазо, страждання Маро. Драматичні речитативи сплітаються в короткі ансамблі — дуети та терцети; зростає психологічна роль оркестру. Напруженість ситуації відтіняє хор воїнів, що доноситься здалеку — грузинська патріотична пісня «Лашкрулі». Фінал акту — трагічне аріозо Малхаза і повний безвихідного горя плач Маро, що відтворює риси національного траурного обряду оплакування померлого. Опера завершується скорботною постлюдією оркестру, музика якої під кінець набуває просвітлено-урочистого відтінку.